# Kvarnsjön (Gunnarps socken, Halland, 634134-132303)
Kvarnsjön är en sjö i Falkenbergs kommun i Halland och ingår i Ätrans huvudavrinningsområde. Sjöns area är 0,041 kvadratkilometer och den är belägen 180 meter över havet.